# Snåsa Station
Snåsa Station (Snåsa stasjon) er en jernbanestation på Nordlandsbanen, der ligger i byområdet Snåsa i Norge. Stationen består af nogle få spor, to perroner og en stationsbygning i rødmalet træ med ventesal og toilet.
Stationen åbnede 30. oktober 1926, da banen blev forlænget dertil fra Sunnan. Den fungerede som endestation, indtil det næste stykke videre til Grong åbnede 30. november 1929. Stationen blev fjernstyret 23. november 1984 og gjort ubemandet 1. oktober 1997.
Stationsbygningen blev opført i 1920 efter tegninger af R. Werenskiold fra NSB Arkitektkontor. Den toetages bygning er opført i træ i laftekonstruktion og rummede oprindeligt ventesal, ekspedition og restaurant i stueetagen og tjenestebolig på første sal. En tilbygning blev benyttet til ilgods. Werenskiold tegnede desuden pakhuset, en banevogterbolig og dennes udhus.